# Alexi Grewal
Alexi Grewal (Aspen, Colorado, 8 de setembre de 1960) va ser un ciclista estatunidenc, que fou professional entre 1985 i 1993.
Del seu palmarès destaca sobretot la medalla d'or als Jocs Olímpics de Los Angeles de 1984, en la prova ruta, quan encara era amateur.

## Palmarès
- 1981
  - 1r al Bob Cook Memorial
- 1982
  - 1r a la Cascade Classic
  - Vencedor de 2 etapes de la Volta a Xile
- 1983
  - Vencedor d'una etapa del Gran Premi Guillem Tell
  - Vencedor d'una etapa del Tour de l'Avenir
  - Vencedor d'una etapa del Red Zinger Classic
- 1984
  -  Medalla d'or als Jocs Olímpics de Los Angeles a la prova de Ruta
  - 1r al Bob Cook Memorial
  - Vencedor d'una etapa del Tour de Texas
- 1986
  - Vencedor d'una etapa del Tour de l'Avenir
  - 1r al Munsingwear Classic i vencedor de 2 etapes
- 1987
  - 1r al Vulcan Tour i vencedor d'una etapa
- 1988
  - 1r al Redlands Classic i vencedor d'una etapa
  - 1r al Mammoth Classic i vencedor d'una etapa
- 1989
  - 1r al Washington Trust Classic i vencedor de 2 etapes
  - 1r al Whiskey Creek Race i vencedor de 2 etapes
  - 1r a la Athens-Zanesville
  - Vencedor d'una etapa a la Cascade Classic
- 1990
  - 1r al Casper Classic i vencedor d'una etapa
  - 1r al Bob Cook Memorial
  - Vencedor d'una etapa a la Cascade Classic
  - Vencedor d'una etapa al Washington Trust Classic
- 1992
  - 1r al Tour de Bisbee i vencedor d'una etapa
  - Vencedor d'una etapa al Tour DuPont
- 1993
  - 1r al Nevada City Classic
  - Vencedor d'una etapa al Casper Classic

### Resultats al Tour de França
- 1986. Abandona (17a etapa)